# Capillaria tridens
Tridentocapillaria tridens
Espèce
Synonymes
- Thominx tridens Dujardin, 1845 (protonyme)
- Trichosoma tridens (Dujardin, 1845)
- Tridentocapillaria tridens (Dujardin, 1845)
- Echinocoleus tridens (Dujardin, 1845)
- Capillaria pirangae Durbin, 1952

Capillaria tridens est une espèce de nématodes de la famille des Capillariidae, parasitant des oiseaux.

## Hôtes
Capillaria tridens parasite l'intestin grêle de nombreuses espèces d'oiseaux. La liste des hôtes connus contient les oiseaux suivants, :
- Actinodure de Taïwan (Actinodura morrisoniana)
- Alcippe à joues grises (Alcippe morrisonia)
- Bruant à tête rousse (Emberiza bruniceps)
- Bulbul à semi-collier (Spizixos semitorques cinereicapillus)
- Carouge à épaulettes (Agelaius phoeniceus)
- Cassenoix moucheté (Nucifraga caryocatactes owstoni)
- Cincle de Pallas (Cinclus pallasii marila)
- Corbeau à gros bec (Corvus macrorhynchos colonorum)
- Dindon sauvage (Meleagris gallopavo)
- Engoulevent de Horsfield (Caprimulgus macrurus macrurus et C. m. salvadori)
- Étourneau roselin (Sturnus roseus)
- Étourneau unicolore (Sturnus unicolor)
- Fauvette des jardins (Sylvia borin)
- Garrulaxe de Steere (Liocichla steerii steerii)
- Mésange charbonnière (Parus major)
- Moineau domestique (Passer domesticus)
- Moineau friquet (Passer montanus)
- Paradoxornis de Webb (Sinosuthora webbiana bulomacha)
- Paruline à capuchon (Setophaga citrina)
- Paruline à gorge jaune (Setophaga dominica dominica)
- Paruline à gorge orangée (Setophaga fusca)
- Paruline noir et blanc (Mniotilta varia)
- Pic à ventre roux (Melanerpes carolinus)
- Pie-grièche schach (Lanius schach formosae)
- Piranga écarlate (Piranga olivacea)
- Piranga vermillon (Piranga rubra)
- Pomatorhin de Taiwan (Pomatorhinus musicus)
- Rollier d'Europe (Coracias garrulus wattersi)
- Rossignol philomèle (Luscinia megarhynchos)
- Témia de Swinhoe (Dendrocitta formosae)
- Tohi à flancs roux (Pipilo erythrophthalmus)
- Viréo aux yeux blancs (Vireo griseus noveboracensis)
- Zostérops du Japon (Zosterops japonicus simplex)

En 1993, Anna Okulewicz rapporte C. tridens chez les sous-espèces parvus du Pic porphyroïde (Blythipicus rubiginosus) et insperatus de la Mésange montagnarde (Parus monticolus) ; en 1990, Vlastimil Baruš et Tamara Petrovna Sergejeva avançaient que le C. tridens rapporté en 1971 par D. Wakelin et al. chez le Pic porphyroïde concernait Capillaria eurycerca, qui parasite également la Mésange montagnarde.

## Répartition
Capillaria tridens a été originellement décrit d'un Rossignol philomèle (Luscinia megarhynchos) venant de Rennes, en France, mais a également été trouvé chez des oiseaux provenant de Cuba et du Tadjikistan.

## Taxinomie
L'espèce est décrite en 1845 par le biologiste français Félix Dujardin, sous le protonyme Thominx tridens, d'après plusieurs mâles trouvés dans l'intestin d'un Rossignol philomèle (Luscinia megarhynchos).

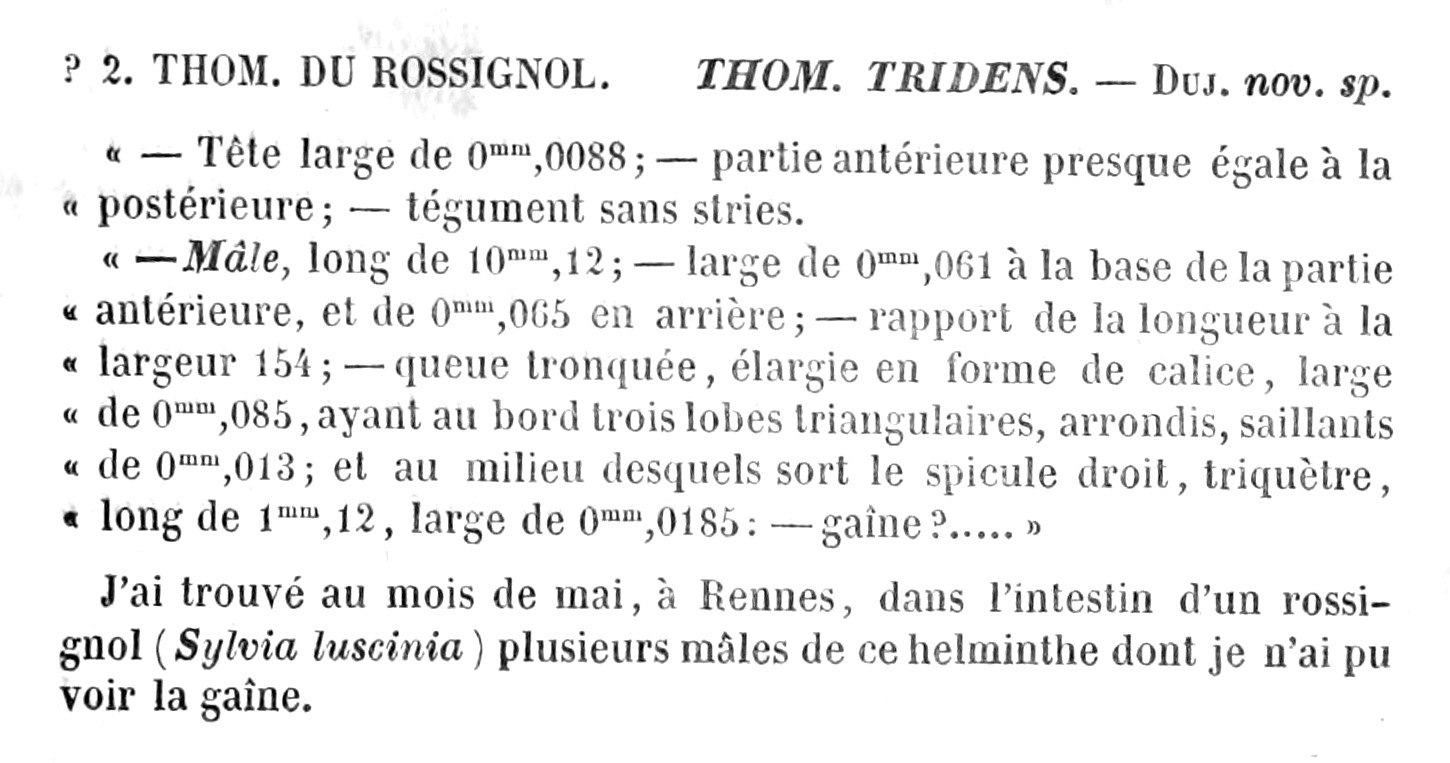
Diagnose originale de l'espèce.

L'espèce change de nombreuses fois de genre : de Thominx, Karl Moritz Diesing la déplace en 1851 pour Trichosoma. En 1915, Lauro Pereira Travassos la place dans le genre Capillaria, puis Carlos Rodríguez López-Neyra en fait un Echinocoleus en 1947. En 1990, Vlastimil Baruš et Tamara Petrovna Sergejeva décrivent un nouveau genre, Tridentocapillaria, avec Tridentocapillaria tridens (Dujardin, 1845) pour espèce type. Dans sa monographie de 2001 sur les nématodes de la super-famille des Trichinelloidea parasitant les animaux à sang froid, le parasitologiste tchèque František Moravec traite le genre Tridentocapillaria comme sous-genre de Capillaria, mais il est reconnu comme genre à part entière dans le Biology Catalog proposé par Joel K. Hallan en 2008.